# Gran Columnata d'Apamea
La Gran Columnata d'Apamea fou la principal avinguda columnada de l'antiga ciutat d'Apamea, a la vall del riu Orontes, al nord-oest de Síria. Fou construïda al s. II de després de la devastació que patí Apamea en el terratrèmol de 115. L'avinguda, que s'estén quasi 2 km, compon l'eix nord-sud de la ciutat, o el cardo maximus. La columnata monumental és una de les més llargues i famoses del món romà.

## Descripció general
La columnata originària hel·lenística fou devastada, juntament amb la resta d'Apamea, en el terratrèmol de 115. La reconstrucció en començà immediatament sota els romans, i en el transcurs del s. II la ciutat fou completament reconstruïda, començant amb la Gran Columnata.
La columnata estava alineada al llarg de l'eix nord-sud, formant el cardo maximus de la ciutat sota els romans. Començant en la porta nord de la ciutat, la columnata discorria en línia recta ininterrompuda durant quasi 2 km fins a la porta sud. El terç nord del tram de la columnata està marcat per una monumental columna votiva que era enfront dels banys. El terç sud, al voltant de 1.500 m, està marcat per la intersecció amb l'eix est-oest principal de la ciutat, anomenat decumanus maximus. Es construïren dos arcs triples en la Gran Columnata com a part de la intersecció. La columnata s'encreua diverses vegades amb carrers laterals a intervals regulars de 110 m. La columnata passava pel centre de la ciutat i diversos edificis importants s'agruparen al seu al voltant, inclosos els banys, l'àgora, el temple de Tique, el ninfeu, la rotonda, l'atri de l'església i la basílica.
El carrer dins de la columnata tenia 20,79 m d'ample i estava pavimentat amb grans blocs de pedra calcària poligonal. A banda i banda del carrer, una columnata de 6,15 m d'ample corria per tota la seua longitud. Les columnes tenien 9 m d'alt i 0,9 m de diàmetre. Se situaren sobre bases quadrades de 1,24 m de costat i 0,47 m d'alt. Les columnes mostren dos dissenys principals: un de simple i un altre amb les distintives estries. L'arqueòleg Jean Lassus argumenta que el primer se'n remunta al període trajà, i el segon al de Antoní Pius. Els pòrtics de la columnata estaven pavimentats amb amplis mosaics al llarg del tram complet de la columnata.
Sota l'emperador romà d'Orient Justinià I, es restauraren algunes parts de la columnata. El carrer es reduí a 12 m en afegir-ne una vorera a cada costat. Alguns trams del carrer tenien el paviment romà reemplaçat amb un nou paviment fet de blocs quadrats de gres. El nou paviment també cobria un sistema de drenatge completament restaurat. Els canvis de Justinià inclogueren la construcció d'un pòrtic monumental compost per quatre columnes de 9 m d'alt amb capitells d'1 m d'alt. La ciutat, però, fou saquejada més tard pels sassànides sota Adarmahan.

## Galeria

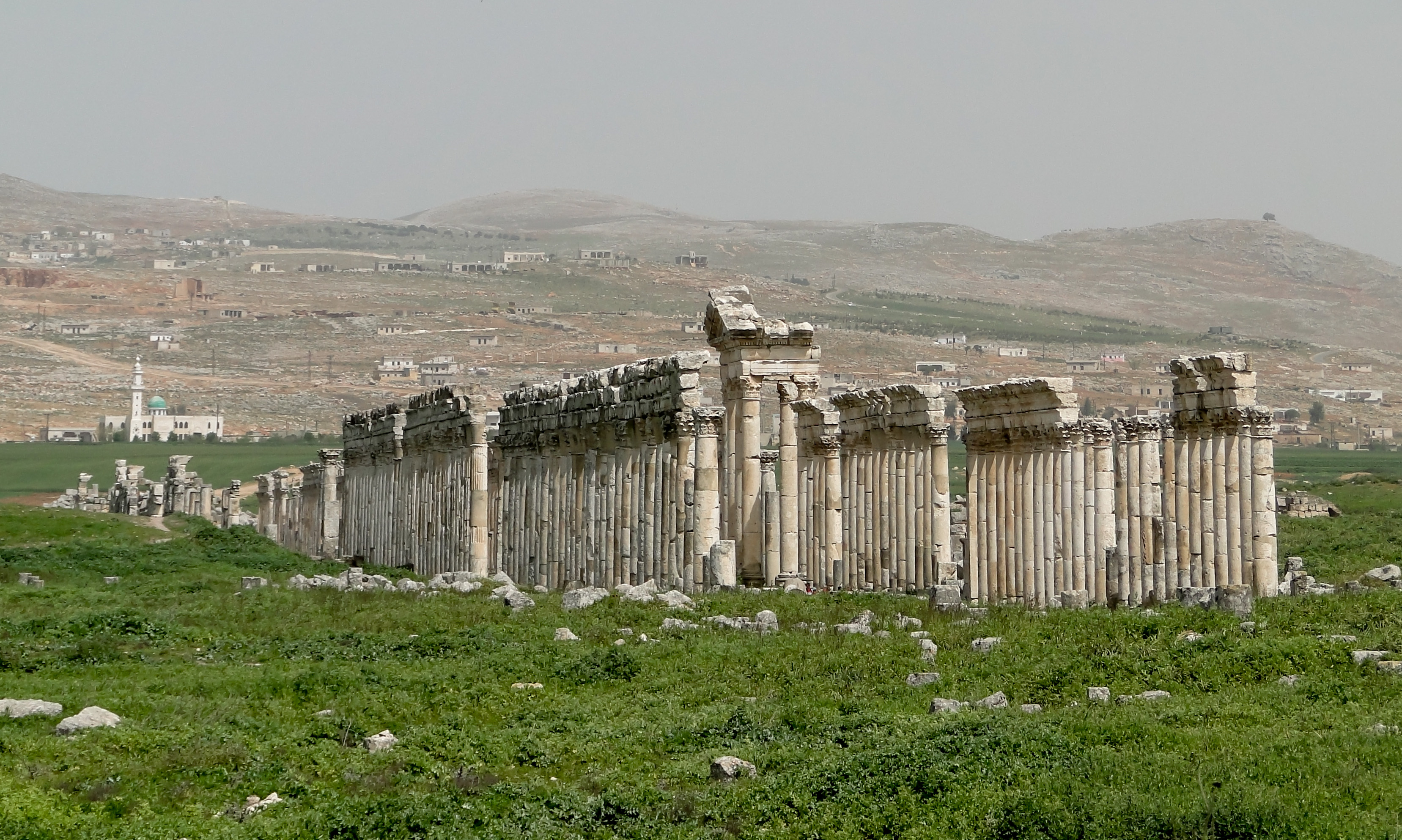
Panoràmica de la columnata
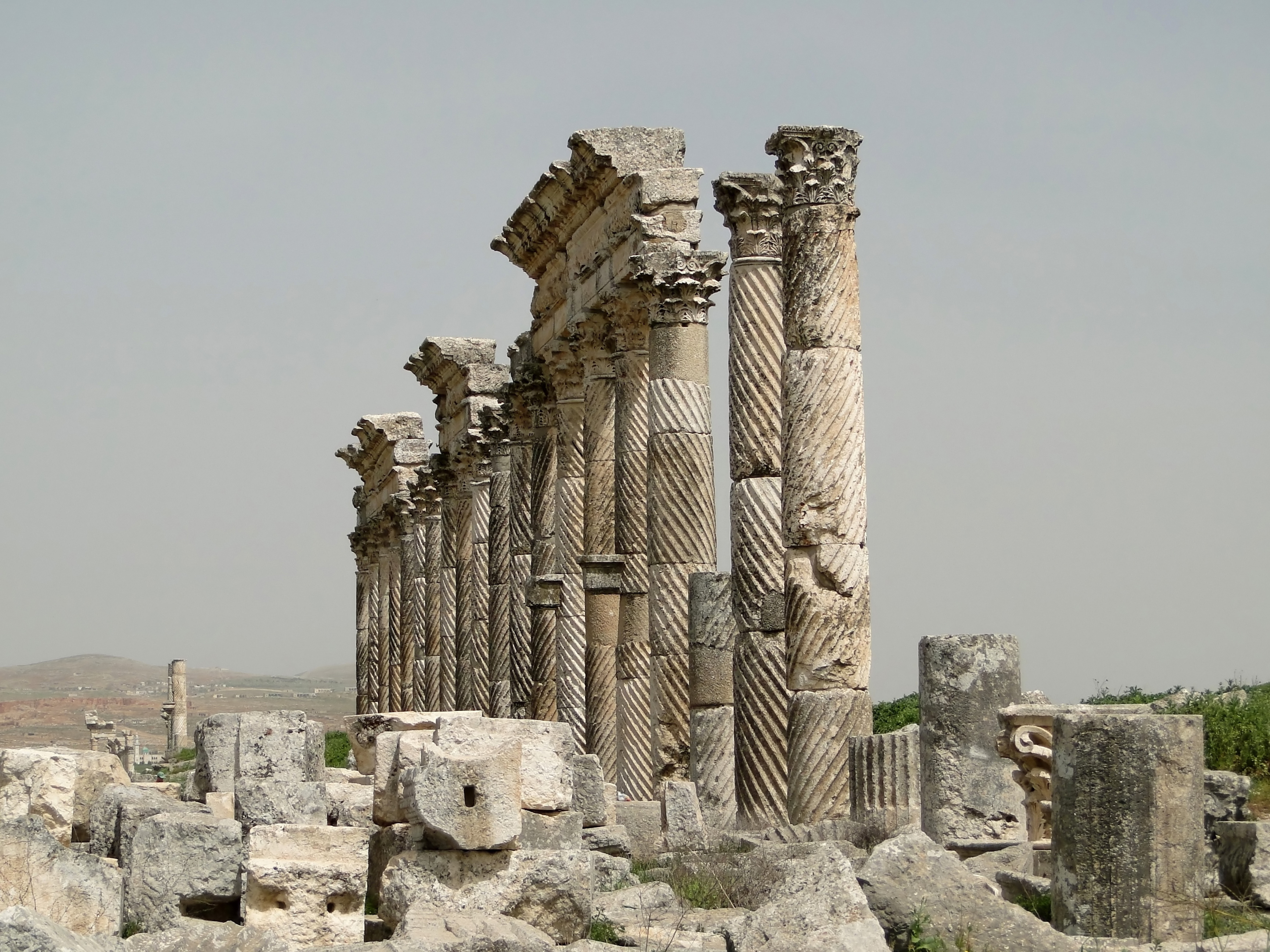
Columnes decorades amb les distintives estries
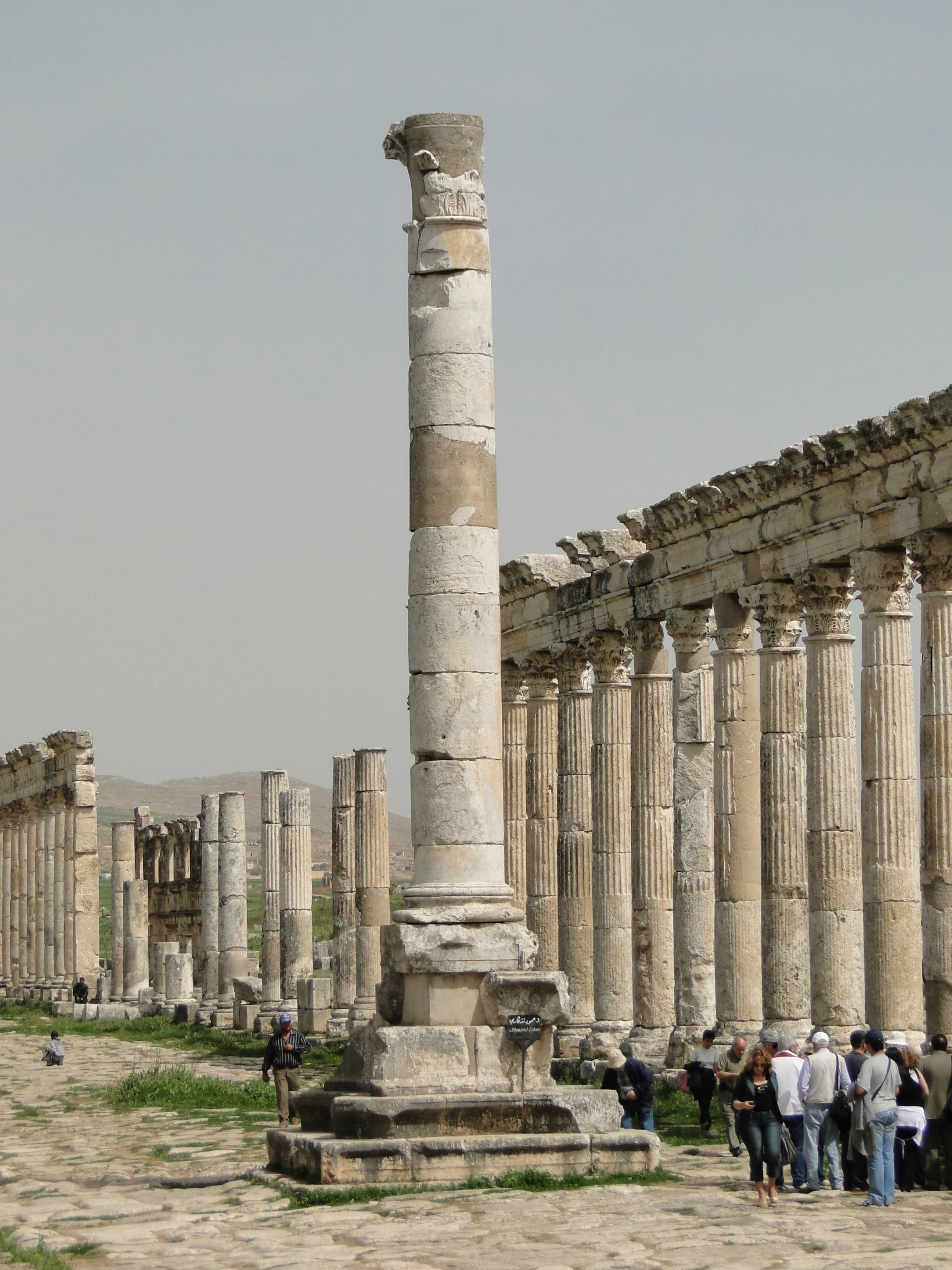
La columna votiva dempeus enfront dels banys
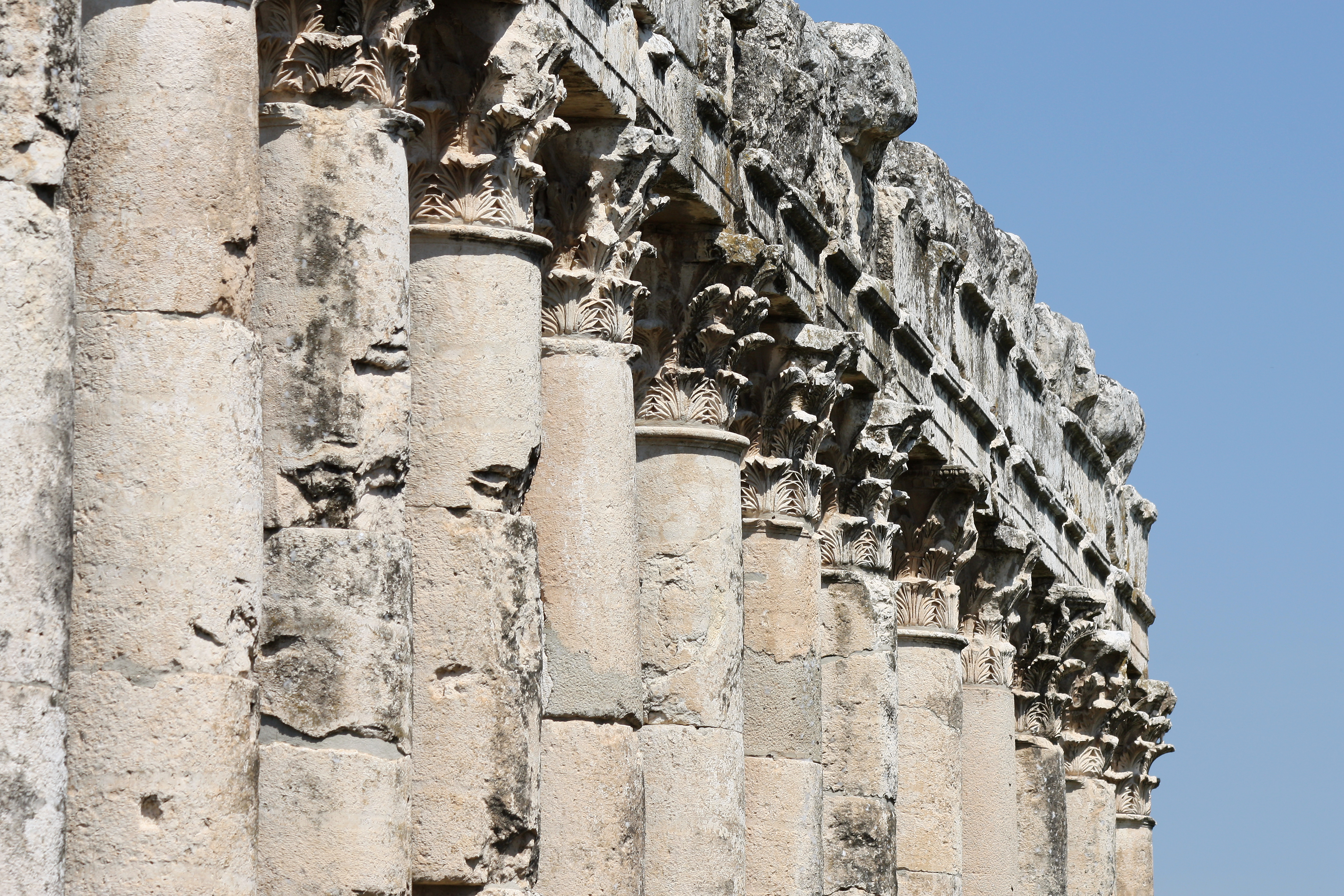
Detalls dels capitells de les columnes
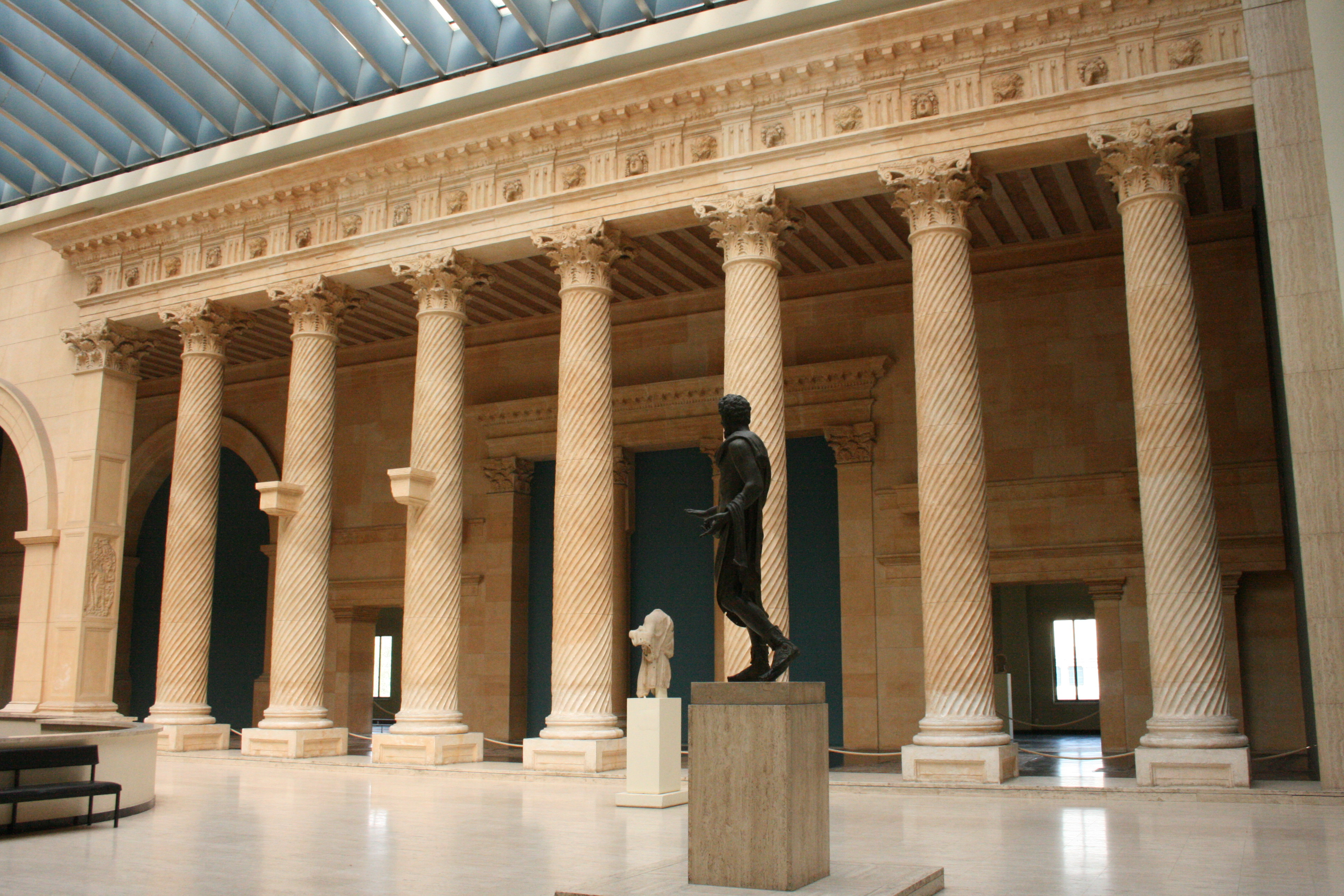
Reconstrucció d'una secció de la columnata al Museu de Cinquantenari a Brussel·les, Bèlgica